# Bully, Loire
Bully là một xã trong tỉnh Loire miền trung nước Pháp.